# Franse koloniale rijk

Franse koloniale rijk
Frankrijk
Eerste Franse koloniale rijk
Tweede Franse koloniale rijk

Het Franse koloniale rijk, Frans: Empire colonial français of Empire français, is het geheel van koloniën en andere overzeese bezittingen waarover Frankrijk beschikte. Het ontstond vanaf de 17e eeuw en verdween voor het grootste deel in de tweede helft van de 20e eeuw. Een eerste reeks bezittingen ging grotendeels verloren in de loop van de 18e en begin 19e eeuw, waarna opnieuw een sterke gebiedsuitbreiding ontstond. Daarom spreekt men vaak van een eerste en een tweede Frans koloniaal rijk.
Het rijk bereikte zijn grootste omvang na de Eerste Wereldoorlog. Toen had het – Frankrijk zelf inbegrepen – een oppervlakte van 13 500 000 km², of bijna 1/10e van alle landoppervlakte, met meer dan 150 miljoen inwoners, of zowat 1/20e van de toenmalige wereldbevolking. Daarmee was het na het Britse Rijk het op een na grootste rijk ter wereld.
De overblijfselen van dit imperium staan nu bekend als Overzees Frankrijk, la France d'outre-mer, en worden beschouwd als een onderdeel van de Franse Republiek.

## Eerste Franse koloniale rijk
De vroege reizen van Giovanni da Verrazzano en Jacques Cartier in het begin van de 16e eeuw, en de frequente reizen van Franse vissers naar Newfoundland tijdens die eeuw, waren de voorlopers van de Franse koloniale expansie. Spanje werd echter al snel bang dat het zijn monopolie op Amerika zou verliezen, wat er samen met godsdienstoorlogen van de Reformatie toe leidde dat Frankrijk geen kolonies kon beginnen. Pogingen om kolonies in Brazilië te stichten waren door Spaanse en Portugese tussenkomst niet succesvol: Rio de Janeiro of France Antarctique in 1555, São Luís of France Equinoxiale in 1612 en in Florida.
Het Franse koloniale rijk begon pas echt op 27 juli 1605 toen Port Royal in Acadië, het huidige Nova Scotia, werd gesticht. Enkele jaren later, in 1608, stichtte Samuel de Champlain de plaats Quebec, die de hoofdstad werd van het enorme, maar dunbevolkte Nieuw-Frankrijk, dat toen ook Canada werd genoemd.
Door middel van verbonden met lokale stammen oefenden de Fransen een losse controle uit over een groot deel van het Noord-Amerikaanse continent. Pas toen Jean Talon de leiding over de kolonie overnam kon het gebied tot een echte kolonie worden uitgebouwd. Tijdens het hele bestaan liep de kolonie zwaar achter op zijn Engelse tegenhangers, zowel qua bevolking als economische ontwikkeling. Met de Vrede van Utrecht in 1713 ging een deel van Acadië aan de Engelsen verloren.
In 1682 noemde de Franse ontdekkingsreiziger R.C. de La Salle het gebied strekkend van de monding van de Mississippi tot aan de Grote Meren in het noorden en van de Appalachen tot de Rocky Mountains, Louisiane oftewel Louisiana, naar de Franse koning Lodewijk XIV, (de Franse variant voor Lodewijk luidt namelijk Louis). Vanaf 1699 stichtten de Fransen in dat gebied nederzettingen: Biloxi 1699, dicht bij de monding van de Mississippi in de huidige staat Mississippi, Détroit 1701 in de huidige staat Michigan, Mobile 1702 in het huidige Alabama, Natchitoches 1714 in huidige Louisiana, La Nouvelle-Orléans 1718. Hoewel de kolonie Louisiana zich over het hele bekken van de rivier Mississippi uitstrekte, was de effectieve controle in het zuiden beperkt tot een klein gebied rond La Nouvelle-Orléans.
De Fransen bouwden een kleiner, maar lucratiever koloniaal rijk uit in West-Indië. Kolonisatie van Frans-Guyana begon in 1624 en hoewel deze kolonie verschillende keren werd overgenomen door de Nederlanders, bleef het gebied in Franse handen. Een kolonie werd gesticht op Saint Kitts in 1627 (het eiland moest tot de Vrede van Utrecht echter wel met de Engelsen worden gedeeld, waarna het door de Fransen werd afgestaan). De Compagnie des Îles de l'Amérique stichtte kolonies in Guadeloupe en Martinique in 1635 en in 1650 werd een kolonie gesticht op Saint Lucia. Het belangrijkste koloniale bezit in het gebied liet echter op zich wachten tot 1664, toen Saint-Domingue, het huidige Haïti, op de westelijke helft van het Spaanse eiland Hispaniola gesticht werd. In de 18e eeuw werd Saint-Domingue de rijkste suikerkolonie in het gebied. Het oostelijke gebied van Hispaniola, de latere Dominicaanse Republiek, stond voor een korte periode onder Frans bevel, toen Haïti in opstand was gekomen tegen de Fransen.
De Franse expansie was echter niet beperkt tot Amerika. In Senegal stichtten de Fransen handelsposten vanaf 1624. De Franse Oost-Indische Compagnie werd in 1664 opgericht. Kolonies werden in India opgericht in Chandernagore, 1673 en Puducherry, 1674 en later in Yanam 1723, Mahe 1725 en Karaikal 1739. Kolonies werden ook in de Indische Oceaan gesticht, op Réunion in  1664, Île-de-France, een eiland van Mauritius in 1718 en de Seychellen in 1756. Tijdens de beginjaren van Napoleon Bonaparte werd Egypte voor een korte periode ingenomen, hoewel het Franse gebied zich beperkte tot een korte strook rond de Nijl.

## Koloniaal conflict met Groot-Brittannië
In het midden van de 18e eeuw begon een reeks conflicten tussen Frankrijk en Groot-Brittannië, die uiteindelijk het eerste Franse koloniale rijk zouden doen instorten. Deze oorlogen waren de Oostenrijkse Successieoorlog 1744-1748, de Zevenjarige Oorlog 1756-1763, de Amerikaanse Revolutie 1778-1783, de met de Franse Revolutie gepaard gaande Eerste Coalitieoorlog om die revolutie de kop in te drukken, 1792-1797, en de napoleontische oorlogen 1803-1815.
De Oostenrijkse Successieoorlog had weinige concrete resultaten opgeleverd, maar had Frankrijk wel ernstig verzwakt. Tijdens de Zevenjarige Oorlog werden dan ook geheel Nieuw-Frankrijk en de Franse Caraïbische eilanden door de Britten overgenomen. Na het vredesverdrag kreeg Frankrijk wel zijn Caraïbische bezittingen terug. De strijd om invloed in India was gewonnen door de Britten. Louisiana werd overgedragen aan Spanje in ruil voor hun intrede in de oorlog en als compensatie voor de Britse annexatie van Spaanse Florida. Daaronder bevinden zich vijf Grenada en Saint Lucia werden ook aan de Britten overgedragen.
Na de Franse inmenging in de Amerikaanse Revolutie kreeg Frankrijk in 1783 Saint Lucia terug. Het ergste gebeurde echter in 1791, toen in Saint-Domingue, de belangrijkste en rijkste Franse kolonie, een slavenopstand uitbrak, mogelijk door de verdeeldheid van de elite op het eiland tijdens de Franse Revolutie, die in 1804 zou leiden tot de onafhankelijke republiek Haïti. De slaven, geleid door Toussaint Louverture en na zijn gevangenneming door Jean-Jacques Dessalines, hielden stand tegen de Fransen, de Britten en de Spanjaarden. Ondertussen raakte Frankrijk in oorlog en bijna alle nog overgebleven Franse kolonies werden overgenomen door de Britten. Deze werden teruggegeven bij de Vrede van Amiens in 1802. Frankrijk kocht ook Louisiana terug, maar Napoleon besloot na succes van de Haïtiaanse opstand, die in 1804 definitief tot onafhankelijkheid zou leiden, om het gebied in 1803 aan de Verenigde Staten te verkopen, zie de Aankoop van Louisiana. De poging om een Franse kolonie in Egypte op te bouwen 1798-1801 liep ook op niets uit, omdat de Fransen daar door de Britse vloot onder Horatio Nelson werden verslagen.

## Tweede Franse koloniale rijk
Aan het einde van de Napoleontische oorlogen kreeg Frankrijk slechts een deel van de kolonies terug. Het Verenigd Koninkrijk annexeerde Saint Lucia, Tobago, de Seychellen en Mauritius. Guadeloupe en Martinique in West-Indië, Frans-Guyana, de Franse vestigingen in Senegal en Voor-Indië en het eiland Bourbon (Rèunion), werden opnieuw Frans. Zij werden later de oude kolonies genoemd, ter onderscheid van de later verworven gebieden. Het waren relatief kleine gebieden met een gering economisch belang, vooral doordat de suikerbiet de productie van rietsuiker op de eilanden een fatale klap had gegeven.

### Algerije
Het tweede koloniale rijk begon in 1830 toen Frankrijk Algerije binnenviel, dat in de volgende 17 jaar volledig werd veroverd. Er vestigden zich massaal kolonisten uit Frankrijk en andere Europese landen, die er grond kochten en een groot deel van de landbouw en de handel in handen kregen, ten nadele van de autochtone bevolking.

### Tweede Keizerrijk
Tijdens het bewind van Napoleon III, gekenmerkt door een verregaande industrialisatie van Frankrijk, vond een Franse koloniale expansie plaats in vrijwel alle werelddelen, die echter niet altijd succes had. Zo werden in 1860 troepen naar Syrië en Libanon gestuurd, toen delen van het Ottomaanse Rijk, om de plaatselijke christelijke bevolkingsgroepen te beschermen. Onder Britse druk en na garanties van de Ottomaanse sultan jegens de christenen, vertrokken de troepen na een jaar. Frankrijk behield echter een belangstelling voor de Levant. De bouw van het Suezkanaal door een Franse onderneming verhoogde de Franse invloed in Egypte.
Van 1862 tot 1867 werd gepoogd invloed te krijgen in Mexico waar Franse troepen keizer Maximiliaan van Mexico in het zadel hielpen, maar het land weer moesten verlaten om een conflict met de Verenigde Staten te ontwijken.
In het Verre Oosten had Frankrijk meer succes. In 1858 viel een Franse legermacht Vietnam binnen, waarna het zuidelijke deel van dit land als Cochin-China een Franse kolonie werd. In 1863 werd het koninkrijk Cambodja een Frans protectoraat. Frankrijk wist rond die tijd ook zijn invloed in China en Japan te verhogen en zond zelfs een expeditie naar Korea.
In de Stille Oceaan was Nieuw-Caledonië al in 1853 Frans bezit geworden, waarna het als strafkolonie werd gebruikt. Uiteindelijk, in 1864, kwam ook het binnenland van Senegal in Franse handen.

### Derde Republiek
Onder de Derde Republiek kwam de Franse koloniale expansie in een stroomversnelling. Dat gebeurde niet zonder weerstand in Frankrijk zelf. Linkse politici vonden kolonialisme strijdig met de Franse republikeinse principes. De republikeinse staatsman Jules Ferry, een groot voorvechter van de Franse koloniale expansie, meende echter dat Frankrijk de taak had om lagere rassen beschaving bij te brengen.
In 1884 werden Annam en Tonkin, dat waren de overige delen van Vietnam, Franse protectoraten. In 1887 kwamen die samen met Cochin-China en Cambodja als Indochina onder gemeenschappelijk bestuur. Daaraan werd Laos in 1893 nog toegevoegd. Op het einde van de eeuw kwam het zuiden van China onder Franse invloed. Kwang-Chou-Wan in de baai van Kanton werd in 1900 een Frans pachtgebied.
Tegelijk vond een verdere expansie in Oceanië plaats. Na de annexatie van Tahiti in 1880 volgden ook een hele reeks eilanden die nu samen Frans-Polynesië vormen. In 1906 werden de Nieuwe Hebriden een Frans-Brits condominium
De Fransen konden hun invloed in Noord-Afrika uitbreiden met de vestiging in 1881 van een protectoraat in Tunesië. Na de Koloniale Conferentie van Berlijn in 1885, waarin Afrika werd opgedeeld, verwierf Frankrijk het grootste deel van West- en Midden-Afrika. De aldaar gestichte kolonies werden later gegroepeerd in twee federaties: Frans-West-Afrika en Frans-Equatoriaal-Afrika, verder de Franse Somalikust in Oost-Afrika, plus Madagaskar en de Comoren in de Indische Oceaan. In 1911 ten slotte werd het grootste deel van Marokko een Frans protectoraat.
Deze enorme gebiedsuitbreiding kwam er niet zonder rivaliteit met andere koloniale mogendheden. Met Italië, dat zelf Tunesië opeiste, kwam het tot gespannen verhoudingen. De Franse opmars naar de Nijl werd door de Britten tegengehouden, het Fashoda-incident, en dit veroorzaakte bijna een oorlog tussen beide landen. Duitsland probeerde meermalen Frankrijks greep op Marokko tegen te houden. Om vrij spel in Marokko te krijgen, stond Frankrijk een gebiedsstrook van Frans Equatoriaal Afrika af aan Duits-Kameroen.
Het Franse rijk werd voor de laatste keer uitgebreid na de Eerste Wereldoorlog met een aantal mandaatgebieden: Syrië en Libanon, die vroeger deel uitmaakten van het Ottomaanse Rijk, plus Frans-Togoland en Frans-Kameroen in Afrika, die vroeger Duits koloniaal gebied waren.

### Status van de koloniale gebieden
Het Franse koloniale rijk kenmerkte zich door een gecentraliseerd bestuur en een grote neiging tot integratie : de kolonies en hun bevolking moesten zoveel mogelijk Frans worden. In de oude kolonies Guadeloupe, Martinique, Frans-Guyana en Réunion, alsmede de Vier Gemeenten (Quatre Communes) in Senegal die al lang Frans waren, hadden de inwoners een volwaardig Frans staatsburgerschap, met inbegrip van stemrecht, en waren ze in het Franse parlement vertegenwoordigd. In de andere kolonies, in verreweg het grootste deel van het rijk, was er een onderscheid tussen Franse burgers en onderdanen. De autochtone bevolking was onderworpen aan het statuut van inboorlingschap, aan het indigénat. Dit hield in dat ze aan het plaatselijke, traditionele recht was onderworpen. Inheemsen konden zonder vonnis van een rechter worden gestraft en tot het verrichten van taken worden verplicht. Slechts een zeer beperkte groep évolués wist het Franse burgerrecht te krijgen.
Een soortgelijke situatie bestond ook in Algerije, dat echter niet als een kolonie, maar als een volwaardig deel van Frankrijk werd beschouwd. Hier was het aantal Europese kolonisten veel groter. In de protectoraten bleven de traditionele machthebbers en instellingen bestaan, maar de Franse autoriteiten hadden wel de touwtjes in handen.

## Tweede Wereldoorlog
Het Franse koloniale rijk beleefde tijdens de Tweede Wereldoorlog een vrij chaotische toestand. Door de wapenstilstand van juni 1940 met nazi-Duitsland mocht de regering van maarschalk Pétain het bestuur van het imperium behouden. Toch begonnen aanhangers van generaal Charles de Gaulle, de Vrije Fransen, vanuit Londen een aantal koloniale bestuurders voor hun zaak te winnen. In de zomer van 1940 kozen Ivoorkust, Frans-Kameroen, heel Frans Equatoriaal Afrika en vrijwel alle Franse bezittingen in de Stille Oceaan de kant van de Vrije Fransen. De rest van het imperium bleef wel trouw aan Vichy-Frankrijk. Rond dezelfde tijd bezetten Japanse troepen Indochina, al bleven de door Vichy aangestelde koloniale autoriteiten er het bestuur uitoefenen.
In juni 1941 veroverden de Britten Syrië en Libanon op de troepen van Vichy. Beide mandaatgebieden werden daarop onafhankelijk verklaard, al bleven de Fransen, de Vrije Fransen, er tot 1946 de baas. In mei 1942 veroverden de Britten Madagaskar, dat ze pas begin 1943 aan een door de Gaulle benoemd bestuur overlieten.
Toen de Amerikanen en Britten in november 1942 in Noord-Afrika landden, fungeerde daar een tijd met Amerikaanse steun een Frans bestuur dat los stond van zowel Pétain als de Gaulle. De VS erkenden de Vrije Fransen toen niet. Na de conferentie van Casablanca in 1943 werd een Frans Comité van Nationale Bevrijding, het CFLN, in Algiers gevormd, dat opnieuw op het hele koloniale rijk greep kreeg en uiteindelijk onder leiding van generaal de Gaulle kwam. Alleen Indochina bleef onder controle van Japan.
De machtswisselingen in de verschillende rijksdelen hadden het Franse gezag sterk verzwakt. De Gaulle organiseerde begin 1944 de Conferentie van Brazzaville met verschillende koloniale autoriteiten, zonder er de autochtone bevolking bij te betrekken. Daar werd beslist de inlanders meer politieke, economische en sociale rechten te geven en af te stappen van de oude koloniale structuur. Van autonomie of onafhankelijkheid was echter geen sprake. Er zou eerder worden gestreefd naar assimilatie en een federale structuur van het vroegere imperium.

## Dekolonisatie

### Franse Unie
De grondwet van de Vierde Republiek verving in 1946 het Franse koloniale rijk door een nieuwe structuur, de Franse Unie. Enkele oude kolonies, vooral in West-Indië, werden als overzeese departementen volledig in Frankrijk geïntegreerd, net als Algerije, dat al eerder in Franse departementen was ingedeeld. De andere kolonies werden als overzeese gebieden eveneens een onderdeel van de republiek, met eigen vertegenwoordigers in het Franse parlement. Hun inwoners werden Franse staatsburgers, maar kregen toch niet overal dezelfde rechten. Zo kregen ze niet automatisch stemrecht, of werden zij bij verkiezingen in Europese en autochtone kiezers ingedeeld, in twee gescheiden kiescolleges, waarbij de eerste categorie beter werd vertegenwoordigd. Toch konden daardoor een aantal Afrikaanse leiders in het parlement worden verkozen. De latere presidenten Léopold Senghor van Senegal en Félix Houphouët-Boigny van Ivoorkust maakten zelfs een tijd deel uit van een Franse regering. Onder hun invloed namen de rechten van de Afrikanen toe.
De protectoraten, die geen deel van Frankrijk waren, zouden als geassocieerde staten een vorm van zelfbestuur krijgen binnen de Franse Unie.

### Indochina
Op het einde van de oorlog had de Japanse bezetter het nationalisme in Indochina aangemoedigd. In maart 1945 riep Cambodja zelfs de onafhankelijkheid uit. De dag van de Japanse capitulatie riep Hồ Chí Minh, de leider van de bevrijdingsbeweging Vietminh, de Democratische Republiek Vietnam uit, die heel Tonkin en het grootste deel van Annam controleerde. Franse troepen slaagden er echter in om vrijwel heel Indochina weer onder hun gezag te krijgen. Met Hô Chi Minh kwam het even tot een akkoord, waarbij Vietnam een vrije staat binnen de Franse Unie zou worden. Toch braken eind 1946 gevechten uit tussen het Franse leger en de Viet Minh, die leidde tot een regelrechte bevrijdingsoorlog.  
In 1949 werd in de zuidelijke stad Saigon de Staat Vietnam opgericht, die, als tegenhanger van de Democratische Republiek Vietnam, een deel van de Franse Unie zou vormen. Intussen bleven de Viet Minh-strijdkrachten verder terrein winnen. Ze vielen zelfs Laos en Cambodja binnen, die in 1953 formeel onafhankelijk werden.
De Franse poging tot herovering eindigde in de catastrofale slag bij Điện Biên Phủ in 1954. Deze nederlaag betekende het einde van de Franse koloniale aanwezigheid in Indochina. Kort daarna sloot de linkse Franse premier Pierre Mendès France met de Vietminh de akkoorden van Genève, waarbij Vietnam tijdelijk werd opgedeeld in een door de Viet Minh Noord-Vietnam en een pro-westers Zuid-Vietnam. Tegelijk trok de Viet Minh zich terug uit Laos en Cambodja. Verkiezingen voor een verenigd Vietnam waren voorzien binnen twee jaar, maar omdat Zuid-Vietnam en de Verenigde Staten de akkoorden van Genève niet aanvaardden, kwam daar niets van terecht. Op termijn zou dit leiden tot de Vietnamoorlog, maar toen had Frankrijk zich volledig teruggetrokken.
Kort na de akkoorden van Genève gaf Frankrijk ook de laatste resten van Frans-Indië op, kleinere gebieden waren al eerder aan India afgestaan.

### Noord-Afrika
Na de Tweede Wereldoorlog werd het nooit volledig kalm in de Franse bezittingen in Noord-Afrika. Al op 8 mei 1945 braken er zeer bloedige onlusten uit in de Algerijnse steden Sétif en Guelma. De volgende jaren nam het onafhankelijkheidsstreven in Marokko en Tunesië toe, aangemoedigd door de gebeurtenissen in Indochina.
Nauwelijks enkele dagen na de akkoorden van Genève stond Mendès France autonomie toe aan Marokko en Tunesië. Beide landen werden in 1956 onafhankelijk.
Algerije was een andere kwestie, omdat het als een integraal deel van Frankrijk werd beschouwd en vanwege de aanwezigheid van meer dan een miljoen Europese kolonisten en genaturaliseerde Algerijnse joden, die het er voor het zeggen hadden en zich sterk tegen onafhankelijkheid verzetten. 
De Algerijnse bevrijdingsbeweging FLN begon op 1 november 1954 een opstand, wat het begin vormde van de Algerijnse onafhankelijkheidsoorlog. Door het massaal sturen van troepen wisten de Fransen met veel terreur en repressie de toestand onder controle te houden, zonder evenwel het FLN definitief te verslaan.
Deze uitzichtloze oorlog leidde tot de val van de Vierde Republiek, waarbij Charles de Gaulle opnieuw aan de macht kwam. De Gaulle probeerde aanvankelijk nog de oorlog te winnen, maar besefte al snel dat Algerije nooit Frans zou kunnen blijven. In 1960 sprak hij zich openlijk uit voor zelfbeschikkingsrecht voor Algerije en organiseerde hij hierover een referendum. Als gevolg daarvan probeerden enkele generaals in Algiers een staatsgreep te plegen en begon de OAS een ongeziene reeks moord- en terreuraanslagen.
Na lange onderhandelingen sloot de Franse regering in 1962 de verdragen van Evian met het FLN. Daardoor kwam een einde aan de oorlog en kon Algerije nog hetzelfde jaar onafhankelijk worden. De Europese kolonisten vertrokken bijna allemaal naar het moederland.

### Rest van Afrika
In de rest van Frans Afrika bleef het in de jaren na de Tweede Wereldoorlog redelijk kalm. Wel werd in 1947 een opstand in Madagaskar bloedig onderdrukt.
De meeste Afrikaanse afgevaardigden in het Franse parlement streefden intussen naar een geleidelijke emancipatie van de koloniale bevolking. Mede onder hun invloed (en door de vrees van de Franse politici dat de Algerijnse oorlog ook in zwart Afrika invloed zou krijgen) kwam in 1956 de kaderwet-Defferre tot stand (genoemd naar de toenmalige minister van Overzees Frankrijk, de socialist Gaston Defferre, waardoor de overzeese gebieden in Afrika een vorm van zelfbestuur werd verleend. Ze kregen elk een vrij verkozen vergadering, die een regeringsraad aanwezen. Er kwam ook een einde aan de gescheiden kiescolleges.
Bij de oprichting van de Vijfde Republiek in 1958 beloofde generaal de Gaulle de vroegere kolonies in Afrika zelfbeschikkingsrecht. De uitslag van het referendum over de nieuwe grondwet zou in elk overzees gebied gevolgen hebben voor de toekomst van dat gebied. Stemde de meerderheid tegen, dan werd het gebied meteen onafhankelijk. Bij een meerderheid voor, zou de verkozen vergadering van het gebied kunnen beslissen tussen (1) het behoud van de status van overzees gebied, (2) een overzees departement te worden of (3) een autonome republiek te worden binnen nieuw op te richten gemeenschap, communauté met Frankrijk. Uiteindelijk stemden alle overzeese gebieden voor de grondwet, behalve Frans-Guinea, dat dan ook onafhankelijk werd. 
Op Guinee na waren begin 1959 waren alle vroegere gebiedsdelen van Frans-West-Afrika en Frans-Equatoriaal Afrika, plus, Madagaskar, lidstaten van de nieuwe communauté. Deze statenbond, onder leiding van de Franse president, nu Charles de Gaulle zelf, was verantwoordelijk voor buitenlandse betrekkingen, defensie en het economisch en financieel beleid.
Begin 1960 werden de trustgebieden Frans-Togoland en Frans-Kameroen, die niet tot de Communauté behoorden, onafhankelijk. Medio 1960 besloot de Gaulle de dekolonisatie te versnellen. De lidstaten van de Communauté kregen de mogelijkheid onafhankelijk te worden, al dan niet met het behoud van hun lidmaatschap. In zeer snel tempo werden alle lidstaten daarop onafhankelijk. Een aantal bleven formeel binnen de Communauté, die echter alle betekenis verloor en een stille dood stierf.

### Verdere evolutie
Met het einde van de Algerijnse oorlog was de Frans dekolonisatie grotendeels voltooid. De toekomst van de Comoren zou nog voor problemen zorgen. Nadat deze archipel in de Indische Oceaan interne autonomie had gekregen, spraken drie van de vier eilanden zich in een referendum met overgrote meerderheid uit voor onafhankelijkheid, terwijl het vierde eiland, Mayotte, grotendeels tegenstemde. Na toelopende spanningen riep de autonome regering van de Comoren in 1975 eenzijdig de onafhankelijkheid uit. Mayotte deed hier niet aan mee en verkoos in een referendum een deel van Frankrijk te blijven. Zowel de algemene vergadering van de Verenigde Naties als de Organisatie van Afrikaanse Eenheid beschouwden Mayotte als een integraal deel van de Comoren.
Het Afar- en Issagebied, de vroegere Franse Somalikust, bleef het laatste Franse gebied op het Afrikaanse continent tot het in 1977 onafhankelijk werd als de Republiek Djibouti.
In de jaren 1980 was het onrustig in Nieuw-Caledonië, een Frans overzees gebied in de Stille Oceaan. Het grootste deel van de autochtone bevolking, de Kanaken, eiste onafhankelijkheid, maar de meerderheid van de inwoners, bestaande uit uitheemse, voornamelijk Franse, kolonisten en geassimileerde autochtonen, wenste Frans te blijven. Na jaren van onlusten, waarbij zowel linkse als rechtse Franse regeringen oplossingen voorstelden, kwam in 1989 een statuut tot stand dat het gebied in drie autonome provincies opdeelde. Maximum 30 jaar daarna moest er een referendum gehouden worden over een eventuele onafhankelijkheid. Dat referendum vond plaats in 2018. Een meerderheid koos er toen voor bij Frankrijk te blijven.

## Postkoloniaal tijdperk
Na de onafhankelijkheid bleven verschillende vroegere Franse koloniën in onder meer West-Afrika samenwerken met het vroegere moederland. Deze hebben nog altijd politieke, militaire, economische en culturele banden met de vroegere kolonisator. Dit uit zich in de ontwikkelingssamenwerking, in belangen van Franse bedrijven, ook staatsbedrijven, de aanwezigheid van Franse troepen in sommige landen, en het gebruik van de Franse taal. De meeste ex-kolonies zijn dan ook lid van de Francophonie. Ook hebben de West-Afrikaanse leiders vaak goede persoonlijke contacten met leidende Franse politici, ambtenaren en zakenlieden.
Meer dan andere ex-koloniale mogendheden is Frankrijk militair tussenbeide gekomen in de voormalige Franse koloniën, om een welgevallig regime te steunen of een onwelgevallig regime omver te werpen. Het is een controversieel beleid dat decennialang gepropageerd werd door Jacques Foccart, de Afrika-adviseur van de presidenten de Gaulle, Pompidou en Chirac. Behalve de economische en culturele macht die Frankrijk nog steeds uitoefent in deze 'invloedssfeer', leidt dit tot beschuldigingen van neokolonialisme. Deze invloed van Frankrijk in Afrika wordt weleens ironisch Françafrique genoemd.
Tegen de kritiek wordt wel ingebracht dat veel Afrikaanse landen nog niet echt op eigen benen kunnen staan en dat anti-westerse of anti-imperialistische landen het in het algemeen niet beter doen, noch in de kwaliteit van het bestuur, noch in de handhaving van mensenrechten, noch in economische ontwikkeling.
De meest zichtbare erfenis van het kolonialisme in Frankrijk zelf is de aanwezigheid van miljoenen immigranten uit de voormalige Franse kolonieën, die kennelijk meer kans op een beter leven zien in het land van de voormalige kolonisator dan in het onafhankelijke eigen land. Zij maken intussen 10% van de bevolking uit. Dit leidt tot nogal wat politieke, culturele en sociaal-economische spanningen, vooral in de Parijse voorsteden, waarop 'de politiek' en de samenleving in het algemeen nog geen antwoord hebben.

## Overzees Frankrijk
Wat thans bekend als la France d'outre-mer, heeft een oppervlakte van 119.394 km², amper één procent van het vroegere koloniale rijk. Omdat het grotendeels om eilanden gaat, kan Frankrijk aanspraak maken op een exclusieve economische zone EEZ van meer dan 11 miljoen km² in de wereldzeeën. Het gaat om de op een na grootste EEZ in de wereld, na die van de Verenigde Staten.
Overzees Frankrijk telde 2.691.000 inwoners in 2013, die in principe de Franse nationaliteit hebben en in beide kamers van het Franse parlement zijn vertegenwoordigd door eigen verkozen leden. Sommige gebieden genieten een zekere autonomie, met respect voor de lokale wetten en gebruiken.
Tot 2003 was Overzees Frankrijk ingedeeld in overzeese departementen DOM, die vrijwel geheel geïntegreerd zijn in de rest van Frankrijk, en overzeese gebieden TOM, die een apart statuut hadden. Door de grondwetsherziening van 2003 werd de status van TOM geschrapt en die van overzeese collectiviteit OM ingevoerd, waardoor ook kleinere gebieden, zoals afzonderlijke eilanden, een apart bestuur hebben gekregen.
kolonie · kolonisatie · kolonialisme · dekolonisatie (staatkundig) · dekolonisatie (cultureel)· neokolonialisme · postkolonialisme · imperialisme